# Providence (canción)
«Providence» es una canción y un sencillo de la banda Sonic Youth, publicado en 1989 por el sello Blast First, y perteneciente al álbum Daydream Nation, lanzado el año anterior.

## Lista de canciones
| Providence |                                       |          |  |
| N.º        | Título                                | Duración |  |
| 1.         | «Providence» (Lado A, sonido estéreo) |          |  |
| 2.         | «Providence» (Lado A, sonido mono)    |          |  |